# Загорно-Селитьбинский сельсовет
Заго́рно-Селитьби́нский сельсове́т — сельское поселение в Свободненском районе Амурской области.
Административный центр — село Загорная Селитьба.

## История
2 августа 2005 года в соответствии Законом Амурской области № 31-ОЗ муниципальное образование наделено статусом сельского поселения. 

## Население
| 2002 | 2010 | 2011 | 2012 | 2013 | 2014 | 2015 |
| ---- | ---- | ---- | ---- | ---- | ---- | ---- |
| 619  | ↘491 | →491 | ↘489 | ↘474 | ↘466 | ↘456 |
| 2016 | 2017 | 2018 | 2021 |      |      |      |
| ↘455 | ↘452 | ↘443 | ↘389 |      |      |      |

## Состав сельского поселения
| № | Населённый пункт  | Тип населённого пункта       | Население |
| - | ----------------- | ---------------------------- | --------- |
| 1 | Загорная Селитьба | село, административный центр | ↘389      |